# Яхно, Павел Павлович
Па́вел Па́влович Яхно́ (1898 — не ранее 1954) — украинский национальный деятель на Дальнем Востоке, государственный деятель Украинской Дальневосточной Республики.

## Биография
Родился 1 октября 1898 года в Приморье, в украинском селе Хороль (ныне — Хорольского района Приморского края РФ), в семье священника. Окончил высшее начальное училище.
Работал почтово-телеграфным служащим. В революционном 1917 году и в начале 1918 года — секретарь Совета украинской общины в Новокиевском.
В то время в украинской среде в Приморье был популярен лозунг «Все на защиту Украины!» и в 1918 году он уехал в Киев, вступил в армию УНР, затем служил в вооружённых силах Украинской державы. В конце 1918 года принимал участие в антигетманском восстании.
В 1919 году вернулся на родину в Приморский край, где принимал участие в повстанческом движении против белогвардейцев.
В 1920 году работал в Украинском Революционном Штабе во Владивостоке, был уполномоченным Украинского Дальневосточного Секретариата в Приморской области. В 1920–1921 году — член Совета общества «Просвита», секретарь Украинского Национального комитета в Уссурийске, член местного совета Союза украинцев и Союза украинской молодёжи.
В ноябре 1922 года был арестован большевиками, удерживался в Читинской тюрьме. В 1923 году совершил побег.
Жил в Харбине (Китайская республика), работал водителем на автобирже. Был членом Украинского политического центра в Харбине. 15 ноября 1933 года был избран администратором Украинского национального дома. В 1932–1937 годах — организатор и совладелец газеты «Маньчжурский Вестник».
После освобождения советскими войсками Маньчжурии, 13 сентября 1945 года был арестован органами СМЕРШ и осуждён по ст. 58-4, 58-13 УК РСФСР на 10 лет. В 1954–1955 годах отбывал заключение в 43-й штрафной зоне на ст. Анзьоба под Братском (Иркутская область).
Реабилитирован 13 мая 1992 года.

## Литературное творчество
Павел Павлович Яхно — автор воспоминаний «Читинский процесс», 9 разделов которых были напечатаны в «Маньчжурском Вестнике» в 1935–1936 годах.

## Награды
Был награждён орденом Симона Петлюры.